# Beyond Compare
Beyond Compareは、データ比較ユーティリティ。ファイルの比較の他に、ディレクトリ、FTPおよびSFTPディレクトリ、Dropboxディレクトリ、Amazon S3ディレクトリ、およびアーカイブを並べて比較することが可能である。FTPサイト、メディアデバイス、WebDAVリソース、svnリポジトリ、およびクラウドストレージに直接アクセスすることができる。 Windows、Mac OS XまたはLinuxワークステーションなどすべてからアクセス可能。
Beyond Compareには、さまざまなデータ型用の組み込みの比較ビューアがあり、テキストだけでなく、表、画像、バイナリファイル、レジストリハイブなどを比較できる。